# Edewecht
Edewecht (dolnoniem. Erwech, hist. Adewacht) – gmina samodzielna (niem. Einheitsgemeinde) w Niemczech w kraju związkowym Dolna Saksonia, położona w powiecie Ammerland na zachód od Oldenburga. Liczy ok. 21 006 mieszkańców.

## Współpraca
Miejscowości partnerskie:
- Krosno, Polska
- Wusterhausen/Dosse, Brandenburgia